# Desa Widoro (administrativ by i Indonesien, Jawa Timur, lat -8,20, long 110,91)
Desa Widoro är en administrativ by i Indonesien.   Den ligger i provinsen Jawa Timur, i den västra delen av landet, 500 km öster om huvudstaden Jakarta. Desa Widoro ligger vid sjön Tlogo Ngunut.